# Biblioteca del Senado de España

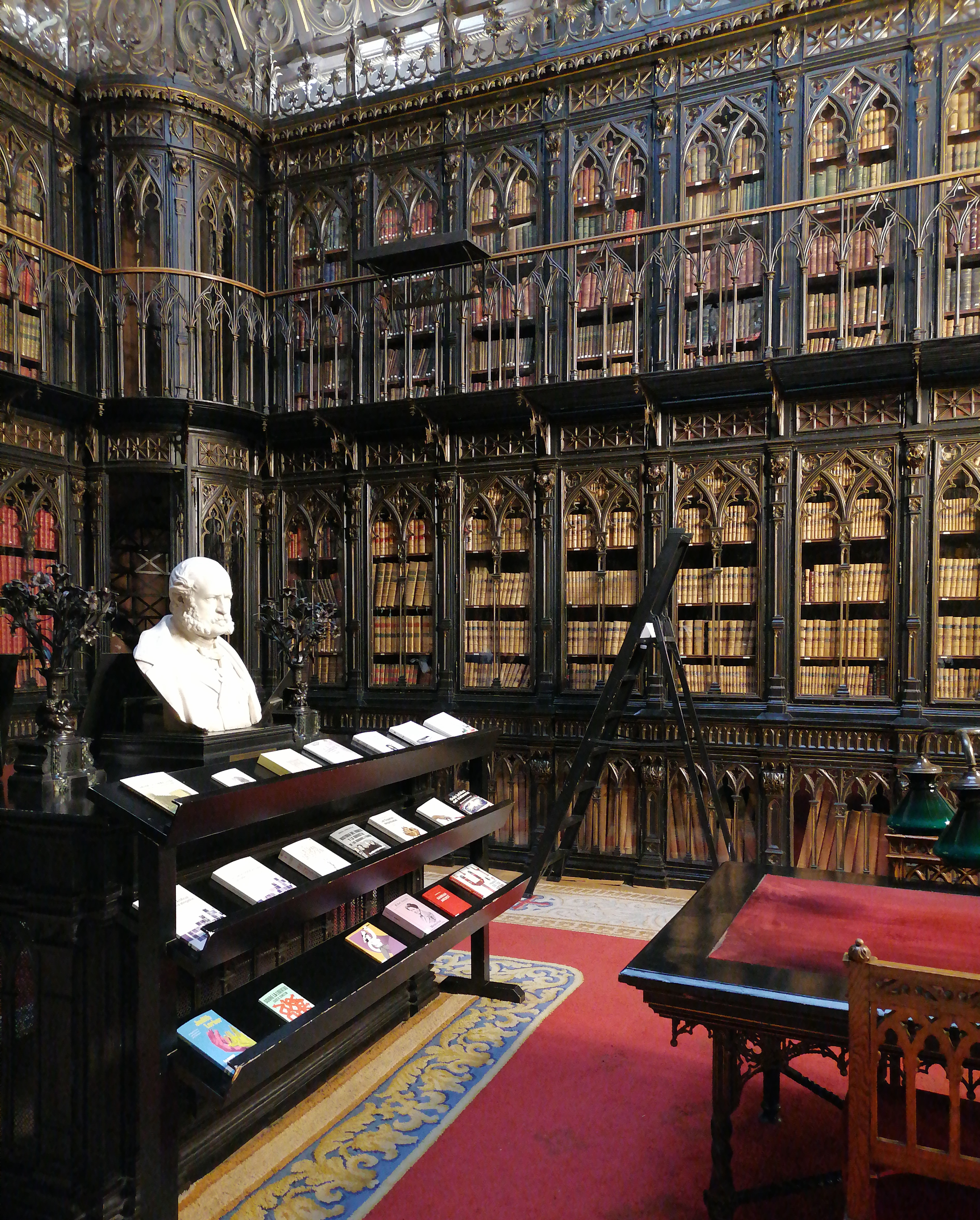
Detalle de la biblioteca.

La Biblioteca del Senado de España, es un recinto bibliotecario de estilo neogótico que se encuentra en la Cámara Alta del Senado, en el edificio de la plaza de la Marina Española, en Madrid. El diseño y obra de rejería original que constituye su espacio arquitectónico se hizo en el taller de Bernardo Asins Serralta. El espíritu de la institución fue propuesto en 1811 por las Cortes gaditanas como biblioteca legislativa para consulta de los diputados. Con el tiempo, su fondo incluye también otras materias y algunos tesoros bibliográficos de la nación española.
El CATA (Catálogo general de la Biblioteca del Senado) esta automatizado y disponible para consultas a través de la red. Asimismo, la biblioteca del Senado dispone de una colección digitalizada de obras de su fondo histórico que pueden consultarse en la web del Senado, y que abarcan desde sus «incunables» a una selección de libros de los siglos xvi y xvii, obras sobre la Guerra de la Independencia y textos de los Reglamentos del Senado entre 1834 y 1918».

## Historia
Heredera de la primitiva biblioteca de las Cortes de Cádiz, creada en 1811 bajo la dirección de Bartolomé José Gallardo, concluida la Guerra de Independencia la institución se instaló en el Teatro de los Caños del Peral en Madrid, trasladándose pronto al Colegio de Nuestra Señora de la Encarnación, fundado por María de Aragón. Con la aprobación de la Constitución de 1837 y el nacimiento de las dos cámaras, en 1838 la vieja biblioteca pasó a ser la Biblioteca de la Cámara Alta, dependiente de la Comisión de Fomento y Conservación de la Biblioteca. A aquella Comisión se debe la redacción y publicación del Reglamento para el régimen interno de la Biblioteca (1851) y de su primer catálogo.

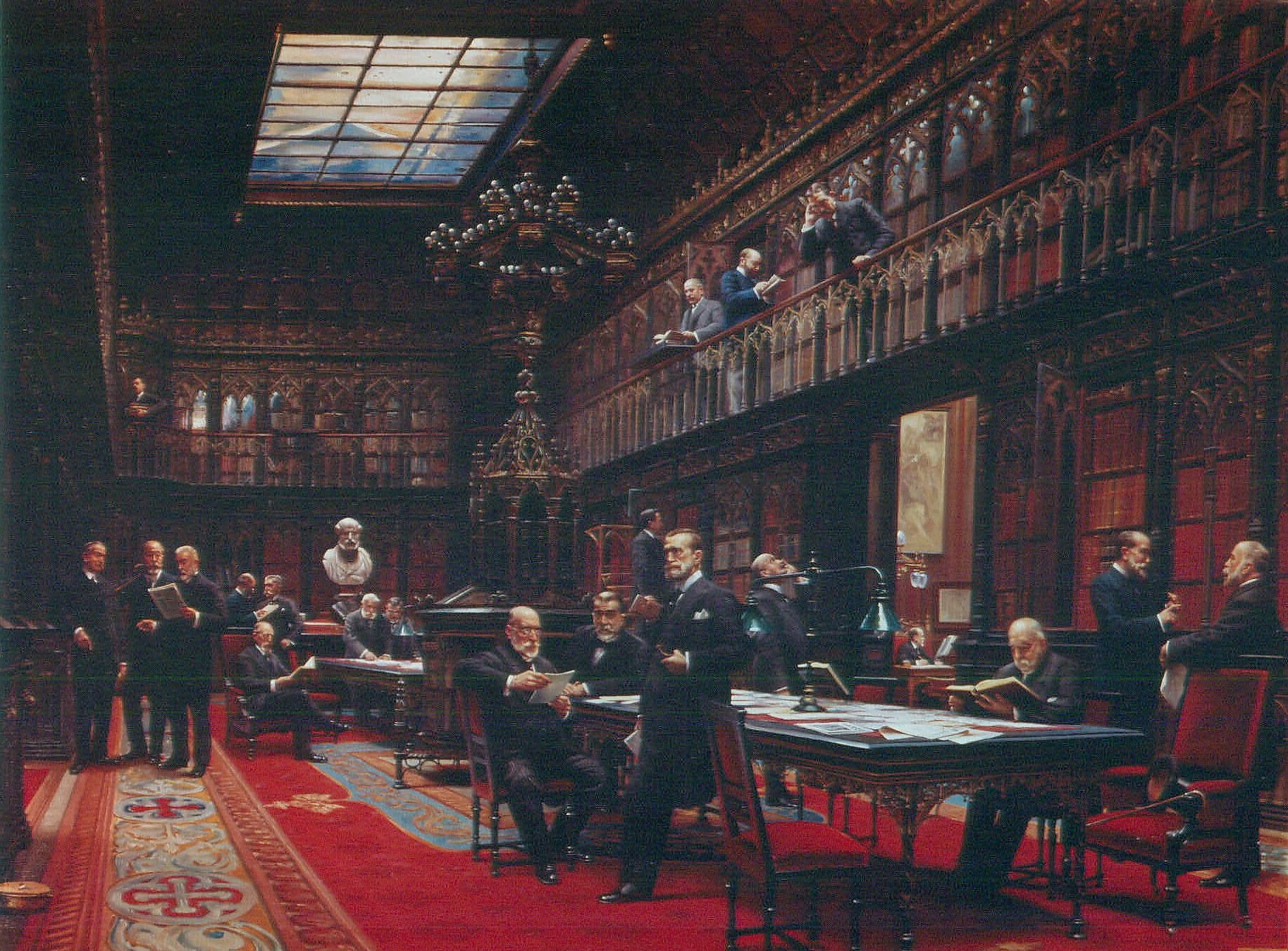
Lienzo de Asterio Mañanós Martínez -122 × 92 cm-, mostrando el Salón de lectura de la Biblioteca del Senado en febrero de 1917, expuesto en el Palacio del Senado.

La dictadura de Primo de Rivera en 1923 supuso la suspensión del Senado. Más tarde, con la creación del Instituto de Estudios Políticos en 1939, pasaron a él los fondos de la Biblioteca. El que fuera «alma mater» de la biblioteca hasta 1983, Vicente Llorca Zaragoza, relata en la monografía dedicada a la institución que el momento más delicado del tesoro reunido en ella se produjo entre el final de la guerra civil española y el año 1977, en especial durante la década de 1960, cuando con motivo de las obras de ampliación en el palacio del Senado, «los fondos se dispersan de tal modo, que una parte importante fueron depositados en los sótanos o incluso en las viviendas de los ujieres».
Finalmente el Proyecto de Reordenación de la Biblioteca del Senado, firmado por Zaragoza, García Morales y Plaza Escudero en 1972 y terminado dos años después, supuso la reordenación y clasificación de su fondo disperso, y la edición provisional de los Catálogos de Autores y de Fondos Especiales. A estas medidas se añadiría la ampliación del personal bibliotecario especializado dictadas por las Cortes Constituyentes de 1977, así como la puesta en marcha de una nueva política de adquisición de libros, revistas, colecciones legislativas, etcétera. En el inicio del siglo xxi la biblioteca está integrada en la Dirección de Documentación, dependiente de la Secretaría General.

## Descripción
La biblioteca, diseñada por el arquitecto alicantino Emilio Rodríguez Ayuso tomando como referente «la construida cuarenta años antes para el Parlamento británico en Londres por los arquitectos August Welby Pugin y Charles Barry», imita en su conjunto la planta de la Biblioteca del Escorial, siguiendo el modelo renacentista de las salas con estanterías cubriendo las paredes. Su aspecto es de «claro estilo inglés con reminiscencias neogóticas», destacando la presencia del hierro, Está estructurada en dos alturas unidas por «escaleras de hélice o caracol ocultas en dos esquinas opuestas de la sala», con una galería volada en la parte alta. El neogótico inglés que define el conjunto queda remarcado por los arcos ojivales que presentan los estantes (dotados de «entrepaños móviles» para situar el libro a diferente altura y cajones en el zócalo de la parte baja.
Desde el techo del recinto, iluminan el espacio de estudio y consulta un lucernario y una impresionante lámpara de estilo gótico. Completan el moblaje de la sala, un facistol de hierro usado como expositor de la edición príncipe de la Constitución española de 1812 y la Gramática (1550) de Antonio de Nebrija. Preside la estancia un busto del que fuera presidente del Senado y protector de su biblioteca, Manuel García Barzanallana, obra de Rafael Algueró y su hijo, en 1907.

## Fondos

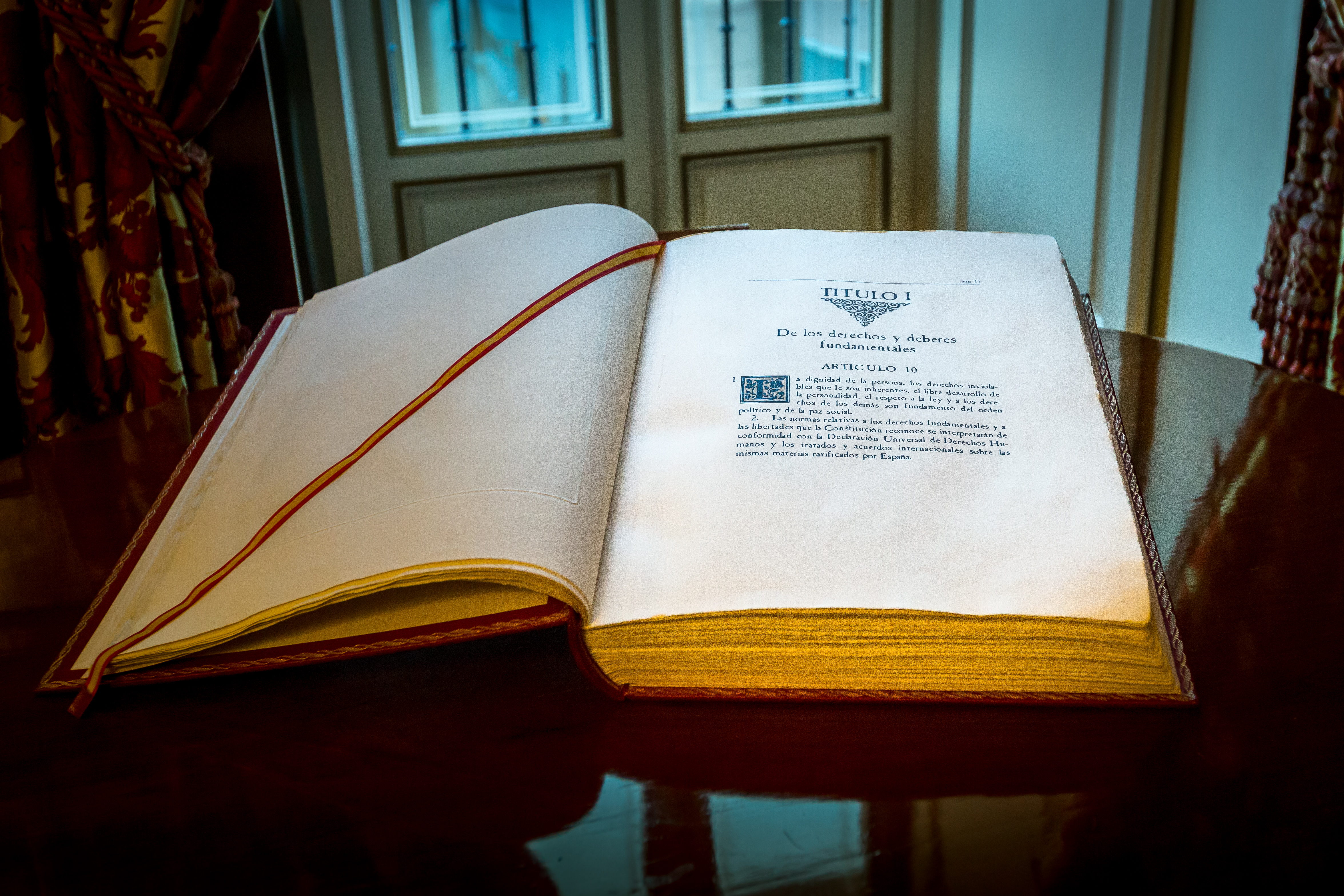
Constitución española de 1978, sobre la que juran los miembros del Senado.

La biblioteca del Senado guarda alrededor de 365 000 volúmenes, distribuidos y diferenciados en un fondo histórico y un fondo moderno.

## Fondo histórico
Reunido durante el período bicameral (1834-1923) se compone de más de 130 000 volúmenes y dentro del Patrimonio Bibliográfico del Senado. Incluye materiales dispersos, requisados o incautados a distintos movimientos políticos y desamortizaciones de la primera mitad del siglo xix, lotes a los que más tarde se unirían las adquisiciones y los donativos.
Entre los mencionados incautados o confiscados, puede destacarse la biblioteca privada de Carlos María Isidro, hijo de Carlos IV, confiscada por orden de la reina regente María Cristina (cuarta esposa del “rey Felón” y madre de Isabel II de España), y depositada en el palacio del Senado en 1835. Los «ex libris» que figuran en los volúmenes procedentes de la biblioteca incautada a dicho infante sugieren un doble origen; así, parte de ellos, debieron constituir la biblioteca conjunta que compartieron los infantes Fernando (futuro Fernando VII), el referido Carlos María Isidro y Francisco de Paula Antonio de Borbón, quien durante su exilio en Francia utilizó un «ex libris» con sus iniciales (FCA) y una leyenda a su alrededor (“Propièté des trois”). Otra parte de los volúmenes, sin embargo, está sellada con las siglas SDSYDA, correspondientes a la biblioteca del infante Antonio Pascual de Borbón, quien probablemente se los cedió a su sobrino.
Elementos destacados en el fondo histórico son los diez incunables, nueve de ellos procedentes de la biblioteca de Carlos María Isidro, a excepción de las Ordenanzas Reales de Alfonso Díaz de Montalvo, impresas en Sevilla en 1492. El más antiguo es la Compendiosa Historia Hispánica de de Rodrigo Sánchez de Arévalo, obispo de Zamora, editado en Roma en 1470. La Biblioteca atesora además 358 obras editadas en el siglo xvi, de las que puede destacarse la mencionada Gramática de Antonio de Nebrija, y una edición de 1502 de Epístolas de Seneca. El origen de estos 358 ejemplares del siglo xvi se reparte entre la citada biblioteca del infante Carlos María Isidro, la Casa de Osuna, la biblioteca de Fernández de los Ríos o las colecciones que se adquirieron a Eduardo de Hinojosa y al general Gómez de Arteche.
Entre las obras del siglo xvii, está Epítome de la vida y hechos del invicto Emperador Carlos V de Juan Antonio Vera Zúñiga y Figueros, conde de Roca, y entre las del siglo xviii, la primera edición de la Enciclopedia de Diderot y D’Alembert, así como una colección de láminas de Giambattista Piranesi y su hijo Francesco, el Atlas de la Península Ibérica y de las posesiones españolas de Ultramar de Tomás López (1761-1770). También pueden mencionarse entre estos fondos especiales 181 obras musicales.
Dentro del fondo antiguo o histórico, y de entre las últimas aportaciones importantes gestionadas por la Comisión de Fomento y Conservación a finales del siglo xix, destacan la donación testamentaria de las ya citadas colecciones de Fernández de los Ríos, la adquisición de una parte de la biblioteca de la Casa de Osuna-Infantado (1884), la biblioteca del general Gómez de Arteche (1906), los fondos de Eduardo Hinojosa, senador y académico de la Historia y un amplio archivo documental sobre la Guerra de Independencia española. El fondo antiguo guarda asimismo los Diarios de Sesiones de las Cortes, Congreso y Senado, fechados entre 1810 y 1939, y los ejemplares de la Gaceta de Madrid, antecedente del Boletín Oficial del Estado.
- En el fondo moderno del catálogo de obras ingresadas desde 1977, se encuentra –además de monografías, obras de referencia y materiales no librarios sobre temas parlamentarios, autonómicos, jurídicos y políticos– la colección de Jesús Pabón, con obras de contenido político e histórico, publicadas entre 1930 y 1970.[4]

## Catálogo de revistas, publicaciones y hemeroteca
Reúne 1.525 títulos de revistas, publicaciones oficiales y prensa, editados entre el siglo xvi y el primer tercio del siglo xx.

### Revistas del fondo histórico
Colección de títulos españoles y extranjeros de materias jurídicas, y otras de contenido político, científico o literario. Como la Revista de los Tribunales (1878-1937), la Revista contemporánea (1876-1906), la Revue de droit international et de Legislation comparée (1869-1914), The quarterly review (1839-1929),  La Ilustración Española y Americana (1871-1921), el Année politique (1874-1905), El año político (1895-1927), La España Moderna (1889-1914), la Nuova antologia di scienze, lettere ed arti (1866-1936), y el Hochland Monatsschrift für alle Gebiete des Wissens, der Literatur und Kunst (1907-1916).
Entre las publicaciones oficiales, almacena diversas colecciones legislativas: Gaceta de Madrid (1678-1940), la Colección de decretos-colección legislativa de España (1814-1937), Gazzette Nationale ou Le Moniteur Universel (1785-1799), The London Gazette (1887).
Reúne también colecciones oficiales de parlamentos nacionales y extranjeros: Diario de Sesiones del Senado (1834-1923); Diario de Sesiones de Cortes y del Congreso de los Diputados (1810-1939); Compte rendu des séances de la Chambre des Deputés (1877-1898); The parliamentary Debates: Official report (1909-1929).
En la Hemeroteca del Senado se guardan ejemplares de los periódicos más representativos del siglo xix y del primer tercio del siglo xx, tanto españoles como extranjeros. Así, por ejemplo: El Liberal (1881-1935); El Imparcial (1879-1902); El Globo (1875-1910); La Época (1879-1921); El Sol (1918-1931); Gedeón (1900-1917); La Flaca (1869-1873); Diario de Barcelona (1879-1923); The Times (1878-1928); The Sphere (1909-1936); Le Figaro (1881-1902); Le Temps (1882-1940), además de algunos títulos de prensa del siglo xviii: Mercurio histórico y político en que se contiene el estado preferente de la Europa (1738-1830), Correo general de España (1770), Diario curioso-erudito, comercial público y económico (1758-1830).
El fondo documental del historiador José Gómez de Arteche, completa la colección de prensa con publicaciones del periodo de la Guerra de la Independencia (1808-1814), con ejemplares de La Abeja española (1812-1813), La Antorcha (1813), El Censor general (1814) y El Español (1810-1814).